# سوبین (خواننده)
چوی سو بین (کره‌ای: 최수빈؛ زادهٔ ۵ دسامبر ۲۰۰۰) که به‌طور حرفه‌ای با نام هنری سوبین (انگلیسی: Soobin) شناخته می‌شود، خواننده، رپر، رقصنده، مجری، آهنگساز و مدل اهل کره جنوبی است. در سال ۲۰۱۹، او به عنوان لیدر گروه پسرانهٔ کره‌ای تی‌اکس‌تی زیر نظر بیگ هیت میوزیک فعالیت خود را آغاز کرد.

## اوایل زندگی
سوبین زادهٔ آنسان، استان گیونگ‌گی، کره جنوبی است. او در سال ۲۰۱۶، از طریق یک ویدئوی ضبط شده در اتاقش، در ادیشن بیگ هیت میوزیک شرکت کرد. به دنبال آن، از او خواسته شد تا برای ادیشن دوم حضور پیدا کند و در نهایت به عنوان کارآموز در کمپانی بیگ هیت میوزیک پذیرفته شد.

## حرفه

### ۲۰۱۹–اکنون: تی‌اکس‌تی
در ۱۰ ژانویه ۲۰۱۹، بیگ هیت میوزیک اعلام کرد که یک گروه پسرانهٔ جدید پنج نفره که نام آن تی‌اکس‌تی خواهد بود، در سه روز آینده فعالیت خود را آغاز خواهد کرد. سوبین به عنوان دومین عضو گروه، از طریق ویدئوی مقدماتی که این کمپانی در کانال یوتیوب رسمی خود منتشر کرد، معرفی شد. در ۴ مارس ۲۰۱۹، سوبین به‌طور رسمی به عنوان عضوی از گروه تی‌اکس‌تی با انتشار تک‌آهنگ «تاج» از ئی‌پی The Dream Chapter: Star فعالیت خود را آغاز کرد. در ۲۸ آوریل ۲۰۲۰، گروه ئی‌پی The Dream Chapter: Eternity را منتشر کرد و سوبین یکی از ترانه‌سرایان آهنگ «ماز در آیینه» بود.

### ۲۰۲۰–اکنون: فعالیت‌های انفرادی
سوبین از ۲۴ ژوئیه ۲۰۲۰ تا ۱ اکتبر ۲۰۲۱، مجری برنامهٔ بانک موسیقی بود.
او در ۱۴ فوریه ۲۰۲۳، به منابست روز ولنتاين، آهنگ جنگل (forest) از چوی یو-ری (Choi Yu-ree) را بازخوانی و منتشر کرد.

## فیلم‌شناسی

### برنامه تلویزیونی
| سال       | عنوان       | نقش  | توضیحات                                                           | منابع |
| --------- | ----------- | ---- | ----------------------------------------------------------------- | ----- |
| ۲۰۱۹      | ام کانت‌داون | مجری | به همراه جون سویون ((جی)آیدل)، یون‌جون (تی‌اکس‌تی) و مینی ((جی)آیدل) | [ ۷ ] |
| ۲۰۱۹      | ام کانت‌داون | مجری | به همراه یون‌جون (تی‌اکس‌تی) و راوی (ویکس)                           | [ ۸ ] |
| ۲۰۱۹      | اینکیگایو   | مجری | به همراه یون‌جون (تی‌اکس‌تی)                                         | [ ۹ ] |
| ۲۰۲۰–۲۰۲۱ | بانک موسیقی | مجری | به همراه آرین (اوه مای گرل)                                       | [ ۵ ] |